# جوليان كروفت
جوليان كروفت (بالإنجليزية: Julian Croft)‏ هو ناقد أدبي وشاعر أسترالي، ولد في 31 مايو 1941 في Merewether, New South Wales ‏ في أستراليا.